# 高米店街道
高米店街道，是中华人民共和国北京市大兴区下辖的一个街道办事处，系2014年由原清源街道办事处北部区域划分出来。辖区四至：东到京开高速公路，与观音寺街道办事处接壤；西至京九铁路东侧，与黄村地区办事处接壤；南至康庄路、金星西路，与调整后的清源街道办事处接壤；北至北兴路，与西红门地区办事处接壤。街道办事处驻地：大兴区康庄路二段九号。

## 行政区划
高米店街道下辖以下地区：康盛园社区、康和园社区、康隆园社区、兴涛社区、兴盛园社区、香海园社区、香留园社区、金惠园二区社区、金惠园三区社区、郁花园社区、郁花园二里社区、茉莉社区、绿地社区、香旺园社区、康邑园社区、康泰园社区居委会。